# جان ماج
جان ماج (به انگلیسی: John Mudge) (زاده ۱۷۲۱ –درگذشته ۲۶ مارس ۱۷۹۳) پزشک بریتانیایی و خالق آینه‌های تلسکوپ بود. او در سال ۱۷۷۷ برای مقاله‌ای در مورد تلسکوپ انعکاسی برنده مدال کاپلی شد.